# Quingue
Quingue ist eine Ortschaft und eine Parroquia rural („ländliches Kirchspiel“) im Kanton Muisne der ecuadorianischen Provinz Esmeraldas. Die Parroquia besitzt eine Fläche von 27,95 km². Die Einwohnerzahl lag im Jahr 2010 bei 574.

## Lage
Die Parroquia Quingue besitzt einen 8,7 km langen Abschnitt an der Pazifikküste von Nordwest-Ecuador. Sie reicht etwa 6 km ins Hinterland, wo das Gelände bis auf 280 m ansteigt. Der Ort Quingue befindet sich 14,5 km nordnordwestlich vom Kantonshauptort Muisne. Die Straße Tonchigüe-Bunche führt unweit der Meeresküste durch das Verwaltungsgebiet und an Quingue vorbei.
Die Parroquia Quingue grenzt im Norden an die Parroquia Galera sowie im Osten und im Süden an die Parroquia Cabo San Francisco.

## Orte und Siedlungen
In der Parroquia gibt es neben dem Hauptort Quingue  folgende Recintos: 
- Caimito (50 Einwohner)
- Caimito Playa (40 Einwohner)
- Unión Manabita (50 Einwohner)

## Geschichte
Die Parroquia Quingue wurde am 12. Januar 1961 mittels Acuerdo ministerial 019 eingerichtet.